# Cetomya neaeroides
Cetomya neaeroides is een tweekleppigensoort uit de familie van de Poromyidae. De wetenschappelijke naam van de soort is voor het eerst geldig gepubliceerd in 1877 door Seguenza.